# Valentyna Semerenko
Valentyna Oleksandrivna Semerenko, conocida deportivamente como Valj Semerenko (en ucraniano: Валентина Олександрівна Семеренко; Krasnopilia, 18 de enero de 1986), es una deportista ucraniana que compite en biatlón. Su hermana gemela Vita también es biatleta.
Participó en los Juegos Olímpicos de Sochi 2014, obteniendo una medalla de oro en la prueba de relevos 4 × 6 km. Ganó seis medallas en el Campeonato Mundial de Biatlón entre los años 2008 y 2019, y once medallas en el Campeonato Europeo de Biatlón entre los años 2007 y 2020.

## Palmarés internacional
| Juegos Olímpicos   | Juegos Olímpicos             | Juegos Olímpicos  | Juegos Olímpicos |
| Año                | Lugar                        | Medalla           | Prueba           |
| ------------------ | ---------------------------- | ----------------- | ---------------- |
| 2014               | Sochi (Rusia)                | Medalla de oro    | Relevo           |
| Campeonato Mundial |                              |                   |                  |
| Año                | Lugar                        | Medalla           | Prueba           |
| 2008               | Östersund (Suecia)           | Medalla de plata  | Relevo           |
| 2013               | Nové Město (República Checa) | Medalla de plata  | Relevo           |
| 2013               | Nové Město (República Checa) | Medalla de bronce | Individual       |
| 2015               | Kontiolahti (Finlandia)      | Medalla de oro    | Salida en grupo  |
| 2015               | Kontiolahti (Finlandia)      | Medalla de bronce | Velocidad        |
| 2019               | Östersund (Suecia)           | Medalla de bronce | Relevo           |
| Campeonato Europeo |                              |                   |                  |
| Año                | Lugar                        | Medalla           | Prueba           |
| 2007               | Bansko (Bulgaria)            | Medalla de bronce | Relevo           |
| 2008               | Nové Město (República Checa) | Medalla de oro    | Relevo           |
| 2009               | Ufá (Rusia)                  | Medalla de oro    | Relevo           |
| 2010               | Otepää (Estonia)             | Medalla de oro    | Velocidad        |
| 2010               | Otepää (Estonia)             | Medalla de plata  | Relevo           |
| 2011               | Val Ridanna (Italia)         | Medalla de oro    | Relevo           |
| 2012               | Osrblie (Eslovaquia)         | Medalla de oro    | Relevo           |
| 2012               | Osrblie (Eslovaquia)         | Medalla de plata  | Velocidad        |
| 2012               | Osrblie (Eslovaquia)         | Medalla de plata  | Persecución      |
| 2015               | Otepää (Estonia)             | Medalla de oro    | Relevo           |
| 2020               | Minsk-Raubichi (Bielorrusia) | Medalla de oro    | Relevo mixto     |